# Стародавня Естонія
Доба стародавньої Естонії охоплює період історії Естонії з перших писемних згадок про неї до часу повалення Риму, коли у Європі почалося Середньовіччя. Період до писемних джерел вивчає археологія Естонії.
На думку радянських істориків доба стародавньої Есторії охоплює період історії Естонії до появи на її території писемності за завоювання хрестоносцями під час Північних хрестових походів у XIII сторіччя.

## Римська залізна доба
Римська залізна доба в Естонії датується приблизно 50-450 роками по Р.Х.. Хоча територія Римської імперії не сягала узбережжя сучасних балтійських країн, культурний та економічний вплив Риму сягнув й цих земель. У матеріальній культурі епоха відображається в знахідках нечисленних римських монет, прикрас та інших виробів. Достаток залізних артефактів у Південній Естонії говорить про тісні зв'язки з європейським континентом, тоді як острова західної й північної Естонії зв'язувалися з Європою морем.
До кінця цього періоду склалися три племінних (а також, мабуть, діалектних мовних або) зони: північна, південна і західна Естонія (включно з островами). Населення кожної з цих зон мало власну ідентичність, ритуали, спосіб життя, культурні особливості.
Назва «Естонія», ймовірно, пов'язано з племенем естів, які мешкали на берегах Балтики в I ст. до н. е. і згадувалися в «Німеччини» Тацита. Однак судячи з згадуваних деталей, мова у Тацита йшла не про фіно-угрів, до яких належать сучасні естонці, а про балтійських племен, що мешкали на території сучасних західної Литви і Калінінградської області. У скандинавських сагах XIII століття термін «ести» вже явно пов'язаний з предками сучасних естонців.
За одним із тлумачень, Птолемей у своїй «Географії» в середині II ст. н. е., серед інших мешканців узбережжя Балтійського моря, згадував озілійців (мабуть, мешканців Сааремаа — Ösel).